# Mesabolivar cyaneomaculatus
Mesabolivar cyaneomaculatus är en spindelart som först beskrevs av Eugen von Keyserling 1891.  Mesabolivar cyaneomaculatus ingår i släktet Mesabolivar och familjen dallerspindlar. Inga underarter finns listade i Catalogue of Life.